# Heliconius udalrica
Heliconius udalrica är en fjärilsart som beskrevs av Pieter Cramer 1780. Heliconius udalrica ingår i släktet Heliconius och familjen praktfjärilar. Inga underarter finns listade i Catalogue of Life.